# Talen mot Catilina

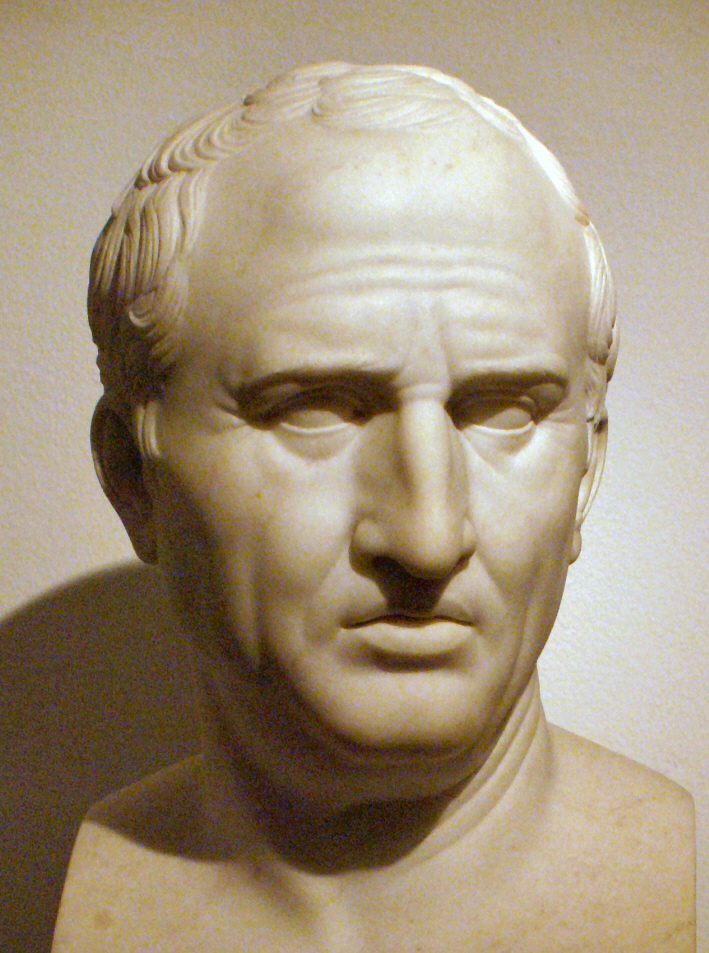
Cicero

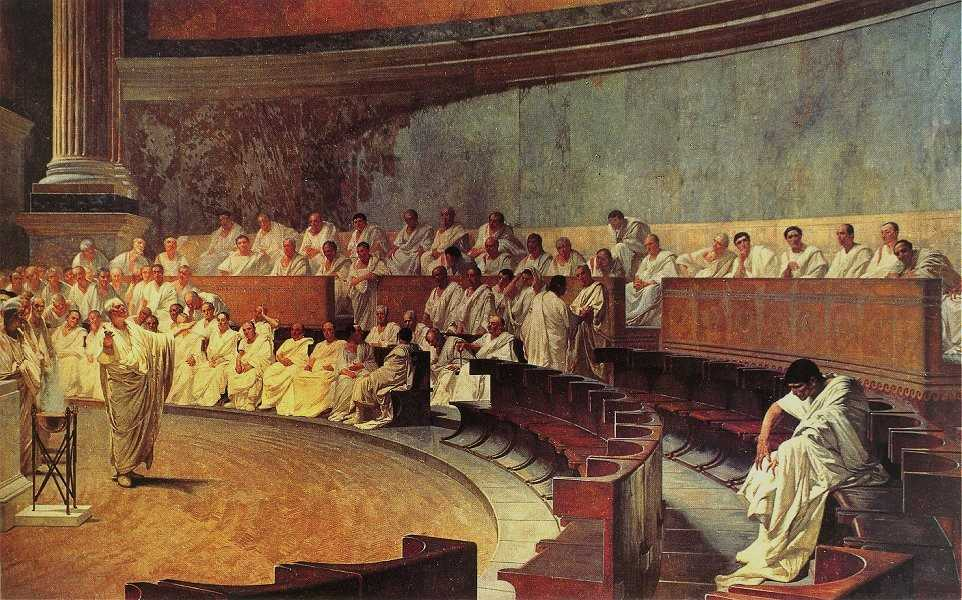
Cicero fördömer Catilina, målning av Cesare Maccari

De fyra talen mot Catilina eller De catilinska talen (In Catilinam), var fyra berömda tal som hölls år 63 f.Kr. av Marcus Tullius Cicero, konsul av Rom, som redogjorde för den romerska senaten om en sammansvärjning av Lucius Sergius Catilina och hans vänner med avsikten att störta den romerska republiken. Kupplanerna är också kända som den catilinska sammansvärjningen.

## Bakgrund
Under sitt andra försök att bli konsul, förespråkade Catilina att skulder och markomfördelningar skulle slopas. Det fanns tydliga bevis på att han hade mutat flera senatorer till att rösta på honom samt att han hade ägnat sig åt andra oetiska medel. Cicero reagerade genom att upprätta en lag som förbjöd sådana handlingar och det var uppenbart att lagen var riktad specifikt mot Catilina. Enligt Cicero var det denna lag som ledde till att Catilina konspirerade för att mörda både Cicero och andra högt uppsatta senatorer på valdagen. Det är denna händelse som idag kallas för den catilinska sammansvärjningen. Cicero upptäckte konspirationsplanerna och valdagen sköts upp för att ge senaten mer tid för att diskutera den eventuella kuppen.
Dagen efter att valet skulle hållas, talade Cicero till senaten om kuppen och Catilinas reaktion var både omedelbar och våldsam. Senaten besvarade Catilinas reaktion med att utfärda en senatus consultum ultimum som är en förklaring om krigslagar. Den vanliga lagen upphävdes och Cicero fick absolut makt.
När valet slutligen hölls, förlorade Catilina igen. I väntan på de dåliga nyheterna, hade konspiratörerna redan börjat samla en armé som mestadels bestod av Lucius Cornelius Sullas veteransoldater. Några senatorer anslöt sig även till kärnan av konspirationen. Planen var att starta ett uppror i hela Italien, sätta Rom i brand och, enligt Cicero, döda så många senatorer som möjligt.
Genom sina egna undersökningar, var Cicero medveten om konspirationen. Den 8 november kallade Cicero till ett möte med senaten i Jupiter Stators tempel som bara användes när stora faror låg framför. Även Catilina var där. Det var då Cicero framförde ett av sina mest kända tal.

## Oratio in Catilinam Prima in Senatu Habita
Som politiskt tal var det första, hållet den 8 november, relativt kort – bortemot 317 rader på latin, och rakt på sak. Öppningssentensen är alltjämt ihågkommen och i bruk efter 2 000 år:
Quousque tandem abutere, Catilina, patientia nostra? Quam diu etiam furor iste tuus nos eludet? quem ad finem sese effrenata jactabit audacia?
Hur länge ännu, Catilina, skall du missbruka vårt tålamod? Hur länge skall detta ditt vanvett ännu få driva sitt spel med oss?
Cicero fortsatte:
Hur långt ämnar du gå i din tygellösa fräckhet? Gör det nattliga vakthållandet i Palatinen alldeles inget intryck på dig, inte vakterna i staden, inte folkens fruktan, inte uppslutningen mot dig av alla sanna patrioter, inte denna väl beskyddade mötesplats för senaten, inte alla dessa blickar och miner? Förstår du inte att dina brottsliga planer är uppenbara? Ser du inte att sammansvärjningen är lamslagen av att alla dessa känner till den? Tror du att en enda av oss är ovetande om vad du företog dig i natt och i går natt, var du var, vem du hade med dig, och vilka beslut du fattade? Vilka tider! Vilka seder! (O tempora, o mores!)...
Catilina var på plats då talen hölls. Då han kom till Jupitertemplet och intog sin plats drog de andra senatorerna sig undan och lät honom sitta ensam på bänken. Efter Ciceros tal försökte Catilina att svara, men de andra avbröt honom, ropade att han var en förrädare tills han sprang ut ur templet under det att han skrek ut hot mot senaten. Senare lämnade han Rom och begav sig till militärlägret, där Manlius befann sig, han som hade ansvaret för upproret.

## Oratio in Catilinam Secunda in Senatu Habita ad Populum
Nästa morgon höll Cicero det andra talet. Här informerade han Roms medborgare om att Catilina hade lämnat staden, inte i landsflykt (som ryktet påstod), men för att slå sig samman med sin illegala här. Han beskrev de sammansvurna som rika män som stod i skuld, men var giriga efter makt och rikedom. Han försäkrade Roms befolkning att de ingenting hade att frukta, då han, konsuln, och gudarna skulle komma att beskydda staten.

## Oratio in Catilinam Tertia ad Populum
I det tredje talet, som hölls den 3 december, förklarade Cicero att staden skulle glädja sig för den hade blivit räddad från ett blodigt uppror. Han visade fram bevis om att alla av Catilinas medsammansvurna hade erkänt sina förbrytelser. Han krävde ingenting för egen del, endast stadens tacksamhet, och vissheten om att denna seger var svårare att åstadkomma än en vid ett fälttåg i främmande land eftersom fienden var romare som de själva.

## Oratio in Catilinam Quarta in senatu habita
I Ciceros fjärde och sista tal, som hölls två dagar senare, lade han grunden för andra talare (huvudsakligen Cato den yngre) för att argumentera för avrättning av konspiratörerna. Det var formellt inte tillåtet för Cicero att, som den romerska senatens konsul, ha en mening i frågan, men han kringgick den genom skicklig retorik.
Även om mycket litet är känt om den egentliga debatten, bortsett från Ciceros argumentation, som sannolikt har redigerats senare, var senaten troligen emot en dödsdom av flera skäl: ett var att det var adeln som var anklagad. Exempelvis hade Julius Cæsar argumenterat för att exil och förlust av medborgerliga rättigheter skulle vara straff nog för Catilina och hans medsammansvurna, men efter kombinerade ansträngningar från Cicero och Cato skiftade röstningen i deras favör.
Medan de flesta historiker är eniga om Ciceros handlingar och särskilt i de sista talen inför senaten, räddningen av republiken, har de också reflekterat över hans egen upphöjelse, och till en viss grad missunnsamhet, förmodligen grundad på det faktum att han betraktades som en homo novus, en romersk medborgare utan adlig börd.